# Demonax contaminatus
Demonax contaminatus là một loài bọ cánh cứng trong họ Cerambycidae.